# Вороновський Василь Леонтійович
Васи́ль Леонтійович Вороно́вський (1895, Гумниська — 1977, Буськ) — український військовик, громадський діяч, просвітянин, краєзнавець, сотник УГА. Активний діяч товариства «Просвіта» у Буську. Член Українського національно-демократичного об'єднання. Делегат до Народних Зборів Західної України від Кам'янки-Струмилової.

## Життєпис
Народився у 1895 році в родині заможного господаря у селі Гумниська, тоді Кам'янко-Струмилівського повіту, Тернопільського воєводства Польської Республіки, нині Золочівського району Львівської області, України.
Початкову освіту здобував у Буській чоловічій школі, пізніше продовжив навчання у Золочівській гімназії. У 1914 році вступив до Львівського університету і того ж року мобілізований до австрійського війська. Як учасник першої світової війни, брав участь у боях з російською армією. В часі постання ЗУНР зголосився до участі. У чині поручника Української Галицької Армії, брав участь у битві за Львів. У 1920 році зазнав поранення та контузії.
У повоєнний час продовжував навчання на історичному факультеті таємного українського університету у Львові (1922—1925 роки) та на філософському факультеті Львівського університету (1928 рік).
Після повернення до Буська узявся до активної культурно-просвітницької діяльності. У 1922—1937 роках був секретарем філії товариства «Просвіта» у Буську, керівником її взірцевого театрального гуртка (від 1925 року) та членом організаційної секції (1926 рік), провідником міського осередку організації «Пласт», опікуном куреня імені Йосифа Боцяна (до 1930 року), головою Повітового Сокільського комітету (1928—1929 роки), членом провірної комісії (1928 рік) Буського осередку Товариства руханкового (гімнастичного) «Сокіл», секретарем гуртка «Рідна школа» Українського педагогічного товариства (1922—1937 роки), головою Буської філії Українського товариства допомоги інвалідам (1930-ті роки), членом управи міського осередку Українського національно-демократичного об'єднання (1936 рік). 
Після особистого конфлікту з тодішнім очільником буської «Просвіти» Миколою Струтинським та звинувачень у фінансових зловживаннях вийшов зі складу старшинського виділу організації та перейшов на роботу до глинянської філії товариства (1938—1939 роки). У 1939 році повернувся до Буська, був делегатом Народних Зборів Західної України від Кам'янки-Струмилової, одночасно вчителював у Чанижі та Буську. Мешкав у передмісті Буська — на Волянах (нинішня вулиця Воляни у Буську) з дружиною Катериною, її сестрою Марією та донькою Мирославою (вона вивчилася на геодезиста, вийшла заміж та виїхала до Ташкенту).
10 квітня 1940 року заарештований Буським РВ УНКВС у Львівській області за активну діяльність у «Просвіті». 7 травня 1940 року засуджений до п'яти років ув'язнення та трьох років обмеження у громадянських правах за звинуваченням в антирадянській пропаганді та агітації і колишній контрреволюційній діяльності. Покарання відбував у виправно-трудовому таборі у місті Хіва Узбецької РСР. До 1944 року працював в артілі «Умід» системи споживчої кооперації. У 1945 році, по закінченню війни, отримав дозвіл повернутися на батьківщину. Вчителював у Гуляйпільському районі Запорізької області (1946 рік), завідувачем Дунівської початкової школи Новомилятинського району (1946—1947 роки). У 1946—1950 роках вимушено змінив 5 шкіл у 4 районах, викладав різні предмети у різних класах й до кінця життя на ньому була радянська печатка «неблагонадійного».
Василь Вороновський є автором «Історія села Гумниська», ненадрукованої у часі радянської влади, та окремих рукописних нарисів з історії Буська. Завдяки Вороновському за часів Польщі збережено церкву Святого Онуфрія у Буську (зведена 1680 року) — тодішня влада намагалася її знести, Вороновський церкву оберігав, і коли вона була зачинена, доглядав за нею.
Помер у 1977 році та похований на старому цвинтарі у Буську. Посмертно реабілітований Львівською обласною прокуратурою 30 травня 1989 року.

## Вшанування пам'яті
На честь Василя Вороновського названо бічну вулицю на Волянах у Буську, де він свого часу мешкав. 